# Дјац (Порденоне)
Дјац је насеље у Италији у округу Порденоне, региону Фурланија-Јулијска крајина.
Према процени из 2011. у насељу је живело 58 становника. Насеље се налази на надморској висини од 13 м.